# Osvjetljenje
Osvjetljenje, jakost rasvjete ili iluminacija (oznaka Es) je fotometrijska fizikalna veličina kojom se opisuje upadanje svjetlosti na neku plohu, a određena je količnikom svjetlosnoga toka Φs i ploštine P te plohe, to jest: 
{\displaystyle E_{s}={\frac {\Phi _{s}}{P}}}
Mjerna jedinica osvjetljenja jest luks (lx = lm/m2). Sunce u zenitu daje na osvjetljenom tlu osvjetljenje od približno 100 000 lx, a na granici Zemaljske atmosfere oko 200 000 lx, pun Mjesec daje osvjetljenje 0,25 lx, svjetlost zvijezda daje 0,0003 lx, osvjetljenje za čitanje treba biti barem 50 lx.
Ovisnost osvjetljenja neke površine, zbog radijalnog širenja svjetlosti iz točkastog izvora, obrnuto je razmjerna kvadratu udaljenosti od izvora svjetlosti: 
{\displaystyle {\frac {E_{1}}{E_{2}}}={\frac {r_{2}^{2}}{r_{1}^{2}}}}
gdje su E1 i E2 osvjetljenja na udaljenostima od izvora r1 i r2.
Ovisnost osvjetljenja neke površine o upadnom kutu svjetlosti opisuje Lambertov kosinusni zakon: 
{\displaystyle E=E_{0}\cdot \cos \phi }
gdje je: E0 - osvjetljenje plohe okomite na zrake svjetlosti, a φ - upadni kut zraka svjetlosti u odnosu na okomicu.

## Luks
Luks (lat. lux: svjetlost; oznaka lx) je mjerna jedinica osvjetljenja, izvedena jedinica SI. Određen je osvjetljenjem plohe kojoj je na četvorni metar jednoliko raspoređen svjetlosni tok od jednoga lumena, to jest:
{\displaystyle 1\ \mathrm {lx} =1\ {\frac {\mathrm {lumen} }{\mathrm {metar} ^{2}}}=1\ {\frac {\mathrm {lm} }{\mathrm {m} ^{2}}}}
Jakost rasvjete od 1 lx ima površinu od 1 m2 ako na nju pada svjetlosni tok od 1 lm. Može se i ovako reći: Jakost rasvjete od 1 lx ima ona točka neke površine na koju pada okomito svjetlost od izvora svjetlosti 1 cd, koji je od nje udaljen 1 m. Što plohu dalje odmičemo od izvora svjetlosti, to je njena rasvjeta slabija, jer se isti tok svjetlosti podijeli na veću površinu. Prema tome jakost rasvjete je upravno razmjerna (proporcionalna) sa svjetlosnim tokom, a obrnuto proporcionalna s veličinom površine na koju taj tok pada.
Veća mjerna jedinica (zastarjela) od 1 lx je 1 fot (ph):
{\displaystyle 1\ \mathrm {fot} =1\ {\frac {\mathrm {lumen} }{\mathrm {centimetar} ^{2}}}=10\,000\ {\frac {\mathrm {lumen} }{\mathrm {metar} ^{2}}}=10\,000\ \mathrm {luks} =10\ \mathrm {kiloluks} }
Manja mjerna jedinica (zastarjela) od 1 lx je 1 noks (nx):
{\displaystyle 1\ \mathrm {nx} =0,001\ \mathrm {lx} =0,000\,000\,1\,\mathrm {ph} }

## Fotometrija
Fotometrija je grana optike koja se bavi mjerenjem svojstava svjetlosti (svojstava izvora svjetlosti, svjetlosnoga toka i osvjetljenja površina). Povijesna fotometrijska mjerenja obavljana su s pomoću ljudskoga oka, a suvremena fotometrijska mjerenja, iako koriste elektroničke fotometre, prilagođena su osjetljivosti ljudskoga oka. Obuhvaćaju samo onaj dio spektra elektromagnetskih valova koji zamjećuje ljudsko oko, to jest ograničena su na valne duljine od približno 380 do 780 nm. Kako ljudsko oko nije jednako osjetljivo na sve valne duljine vidljive svjetlosti, za svaku se valnu duljinu s pomoću fotometrijskoga ekvivalenta i funkcije osjetljivosti vida određuje ekvivalentna vrijednost standardnog promatrača (prema Međunarodnoj organizaciji za normizaciju ISO). Mjerenjima svojstava cjelokupnoga elektromagnetskoga spektra bavi se radiometrija.

### Fotometrijske veličine i mjerne jedinice
| Veličina                | Veličina | Mjerna jedinica            | Mjerna jedinica | Napomena                                            |  |
| ----------------------- | -------- | -------------------------- | --------------- | --------------------------------------------------- |  |
| naziv                   | znak     | naziv                      | znak            | Napomena                                            |  |
| Svjetlosna energija     | Qs       | lumen sekunda              | lm⋅s            | naziva se i količina svjetlosti                     |  |
| Svjetlosni tok          | Φs       | lumen (cd⋅sr)              | lm              | naziva se i luminacijski fluks ili svjetlosna snaga |  |
| Svjetlosna jakost       | Is       | kandela (lm/sr)            | cd              | naziva se i luminacijski intenzitet                 |  |
| Svjetljivost            | Ls       | kandela po četvornom metru | cd/m2           | naziva se i luminancija                             |  |
| Osvjetljenje            | Es       | luks (lm/m2)               | lx              | naziva se i iluminacija                             |  |
| Osvijetljenost          | Hs       | luks sekunda               | lx⋅s            | naziva se i svjetlosna izloženost ili ekspozicija   |  |
| Svjetlosna učinkovitost | η        | lumen po vatu              | lm/W            | naziva se i luminacijska efektnost                  |  |

### Objašnjenje
Količina svjetlosti koju točkasti izvor svjetlosti šalje (emitira) u prostor u svim pravcima u jednoj sekundi, naziva se svjetlosni tok ili luminacijski fluks. Opkolimo li točkasti izvor svjetlosti jakosti 1 kandele (cd) kuglom promjera 1 metar (m), onda je količina svjetlosti što prolazi kroz 1 m2 kugle mjerna jedinica za svjetlosni tok i zove se 1 lumen (lm). Prostorni kut koji pripada ploštini od 1 m2 je jedinični prostorni kut i zove se steradijan (sr). Budući da je ploština kugle 4r2π, to je ploština jedinične kugle (r = 1 m) jednaka 4π ili 12,57 m2. Znači kugla polumjera 1 m ima 12,57 steradijana. Prema tome možemo reći: 1 lumen je onaj svjetlosni tok koji daje točkasti izvor svjetlosti od 1 kandele u prostorni kut od 1 steradijana. 
Ako izvor svjetlosti šalje svjetlost t sekunda, onda je ukupna količina svjetlosti koju on daje jednaka umnošku vremena:
{\displaystyle Q_{s}=\Phi _{s}\cdot t}
Svjetlosna energija mjeri se lumensekundama ili lumen sekundama (lm∙s) ili lumensatima (lm∙ h). Kako izvor svjetlosti jakosti 1 kandela šalje u 1 steradijan tok svjetlosti od 1 lumen, to će kroz ploštinu od 4π = 12,57 m2 slati svjetlosni tok 12,57 lm. Općenito, izvor svjetlosti jakosti (svjetlosna jakost) Is (u kandelama) dat će svjetlosni tok (u lumenima):
{\displaystyle \Phi _{s}=4\cdot \pi \cdot I_{s}}
a odatle je svjetlosna jakost (u kandelama):
{\displaystyle I_{s}={\frac {4\cdot \pi }{\Phi _{s}}}\ }

### Primjeri
| Izvor                                    | Svjetlosni tok (lumen) |
| ---------------------------------------- | ---------------------- |
| 37 mW bijela LED (svijetleća dioda)      | 0,20                   |
| 15 mW zeleni laser (532 nm valna duljina | 8,4                    |
| 1 W bijela LED svjetiljka                | 25 – 120               |
| Petrolejka                               | 100                    |
| 40 W električna žarulja                  | 325                    |
| 7 W bijela LED svjetiljka                | 450                    |
| 18 W fluorescentna cijev                 | 1 250                  |
| 100 W električna žarulja                 | 1 750                  |
| 40 W fluorescentna cijev                 | 2 800                  |
| 35 W elektrolučna svjetiljka (ksenon)    | 2 200 – 3 200          |
| 100 W fluorescentna cijev                | 8 000                  |
| 127 W natrijska svjetiljka               | 25 000                 |
| 400 W halogena žarulja                   | 40 000                 |